# Молодіжний чемпіонат КОНКАКАФ з футболу
Молодіжний чемпіонат КОНКАКАФ з футболу (англ. CONCACAF Under-20 Championship, ісп. Campeonato Sub-20 de la Concacaf) — головний футбольний турнір серед молодіжних футбольних збірних країн, що входять до зони КОНКАКАФ, футбольної конфедерації регіону Північної та Центральної Америки.

## Результати турніру
| КОНКАКАФ молодіжний турнір | КОНКАКАФ молодіжний турнір  | КОНКАКАФ молодіжний турнір | КОНКАКАФ молодіжний турнір | КОНКАКАФ молодіжний турнір       | КОНКАКАФ молодіжний турнір       |
| Рік | Господар                    | Чемпіон                    | Друге місце                | Третє місце                      | Четверте місце                   |
| --- | --------------------------- | -------------------------- | -------------------------- | -------------------------------- | -------------------------------- |
| 1962 | Панама                      | Мексика                    | Гватемала                  | Нідерландські Антильські острови | Коста-Рика                       |
| 1964 | Гватемала                   | Сальвадор                  | Гондурас                   | Гватемала                        | Нідерландські Антильські острови |
| 1970 | Куба                        | Мексика                    | Куба                       | Ямайка                           | Сальвадор                        |
| 1973 | Мексика                     | Мексика                    | Гватемала                  | Куба                             | Канада                           |
| 1974 | Канада                      | Мексика                    | Куба                       | Тринідад і Тобаго                |                                  |
| 1976 | Пуерто-Рико                 | Мексика                    | Гондурас                   | США                              | Гватемала                        |
| 1978 | Гондурас                    | Мексика                    | Канада                     | Гондурас                         | Коста-Рика                       |
| 1980 | США                         | Мексика                    | США                        |                                  |                                  |
| 1982 | Гватемала                   | Гондурас                   | США                        | Коста-Рика                       | Гватемала                        |
| 1984 | Тринідад і Тобаго           | Мексика                    | Канада                     | Сальвадор                        | США                              |
| 1986 | Тринідад і Тобаго           | Канада                     | США                        | Тринідад і Тобаго                | Куба                             |
| 1988 | Гватемала                   | Коста-Рика                 | Мексика                    | США                              | Куба                             |
| 1990 | Гватемала                   | Мексика                    | Тринідад і Тобаго          | США                              | Гватемала                        |
| 1992 | Канада                      | Мексика                    | США                        | Канада                           | Гондурас                         |
| 1994 | Гондурас                    | Гондурас                   | Коста-Рика                 | Канада                           | Сальвадор                        |
| 1996 | Мексика                     | Канада                     | Мексика                    | США                              | Коста-Рика                       |
| Кваліфікаційний турнір до чемпіонату сіту U-20 |                             |                            |                            |                                  |                                  |
| Формат турніру був змінений, з 1998 року і до 2007 року. У п'яти турнірах вісім кращих команд були розділені на дві групи по чотири команди, по дві найкращі збірні кваліфікувались на чемпіонат світу від КОНКАКАФ. |                             |                            |                            |                                  |                                  |
| Рік | Господарі                   | Чемпіон                    | Чемпіон                    | Друге місце                      | Друге місце                      |
| 1998 | Гватемала (Група A)         | США                        | США                        | Коста-Рика                       | Коста-Рика                       |
| 1998 | Тринідад і Тобаго (Група B) | Мексика                    | Мексика                    | Гондурас                         | Гондурас                         |
| 2001 | Канада (Група A)            | Коста-Рика                 | Коста-Рика                 | США                              | США                              |
| 2001 | Тринідад і Тобаго (Група B) | Канада                     | Канада                     | Ямайка                           | Ямайка                           |
| 2003 | Панама (Група A)            | Панама                     | Панама                     | Мексика                          | Мексика                          |
| 2003 | США (Група B)               | Канада                     | Канада                     | США                              | США                              |
| 2005 | Гондурас (Група A)          | США                        | США                        | Панама                           | Панама                           |
| 2005 | США (Група B)               | Канада                     | Канада                     | Гондурас                         | Гондурас                         |
| 2007 | Панама (Група A)            | США                        | США                        | Панама                           | Панама                           |
| 2007 | Мексика (Група B)           | Мексика                    | Мексика                    | Коста-Рика                       | Коста-Рика                       |
| Чемпіонат КОНКАКАФ U-20 |                             |                            |                            |                                  |                                  |
| Починаючи з турніру 2009 року, молодіжний чемпіонат КОНКАКАФ повернувся до старого формату, чотири півфіналісти одразу кваліфікувались на чемпіонат світу.                                                           |                             |                            |                            |                                  |                                  |
| Рік | Господар                    | Чемпіон                    | Друге місце                | Третє місце                      | Четверте місце                   |
| 2009 | Тринідад і Тобаго           | Коста-Рика                 | США                        | Гондурас                         | Тринідад і Тобаго                |
| 2011 | Гватемала                   | Мексика                    | Коста-Рика                 | Гватемала                        | Панама                           |
| 2013 | Мексика                     | Мексика                    | США                        | Сальвадор                        | Куба                             |
| Змінився формат змагань. Відтепер 12 збірних у двох групах по шість збірних виявляли по дві найкращі збірні, які кваліфікувались на чемпіонат світу.                                                                 |                             |                            |                            |                                  |                                  |
| Рік | Господар                    | Чемпіон                    | Друге місце                | Переможці плей-оф                | Переможці плей-оф                |
| 2015 | Ямайка                      | Мексика                    | Панама                     | США                              | Гондурас                         |
| Змінився формат змагань. Відтепер додався другий груповий етап на якому і вивляють по дві найкращі збірні, які кваліфікувались на чемпіонат світу.                                                                   |                             |                            |                            |                                  |                                  |
| Рік | Господар                    | Чемпіон                    | Друге місце                | 2-гі місця в групах              | 2-гі місця в групах              |
| 2017 | Коста-Рика                  | США                        | Гондурас                   | Мексика                          | Коста-Рика                       |
| 2018 | США                         | США                        | Мексика                    | Гондурас                         | Панама                           |

### Чемпіонат КОНКАКАФ U-20
| #  | Рік  | Господар | Чемпіон                           | Друге місце                       | Півфіналісти                      | Півфіналісти                      |
| -- | ---- | -------- | --------------------------------- | --------------------------------- | --------------------------------- | --------------------------------- |
| 28 | 2020 | Гондурас | Скасовано через пандемію COVID-19 | Скасовано через пандемію COVID-19 | Скасовано через пандемію COVID-19 | Скасовано через пандемію COVID-19 |
| 29 | 2022 | Гондурас | США                               | Домініканська Республіка          | Гватемала                         | Гондурас                          |
| 30 | 2024 | Мексика  | Мексика                           | США                               | Куба                              | Панама                            |

## Досягнення збірних
| Збірна                   | Чемпіон                                                                                 | 2 місце                                      |
| ------------------------ | --------------------------------------------------------------------------------------- | -------------------------------------------- |
| Мексика                  | 14 (1962, 1970, 1973, 1974, 1976, 1978, 1980, 1984, 1990, 1992, 2011, 2013, 2015, 2024) | 3 (1988, 1996, 2018)                         |
| США                      | 3 (2017, 2018, 2022)                                                                    | 7 (1980, 1982, 1986, 1992, 2009, 2013, 2024) |
| Гондурас                 | 2 (1982, 1994)                                                                          | 3 (1964, 1976, 2017)                         |
| Канада                   | 2 (1986, 1996)                                                                          | 2 (1978, 1984)                               |
| Коста-Рика               | 2 (1988, 2009)                                                                          | 2 (1994, 2011)                               |
| Сальвадор                | 1 (1964)                                                                                |                                              |
| Гватемала                |                                                                                         | 2 (1962, 1973)                               |
| Куба                     |                                                                                         | 2 (1970, 1974)                               |
| Панама                   |                                                                                         | 1 (2015)                                     |
| Тринідад і Тобаго        |                                                                                         | 1 (1990)                                     |
| Домініканська Республіка |                                                                                         | 1 (2022)                                     |